# Віленська братська друкарня

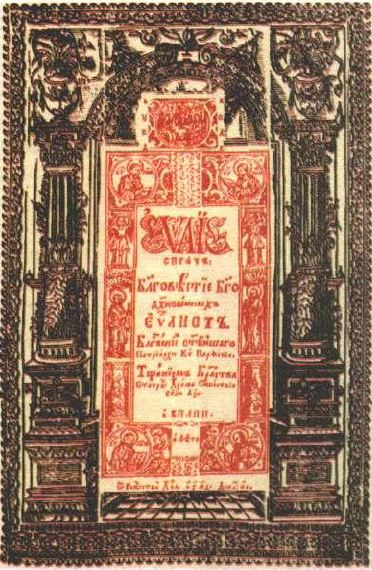
Євангеліє, 1644 рік.

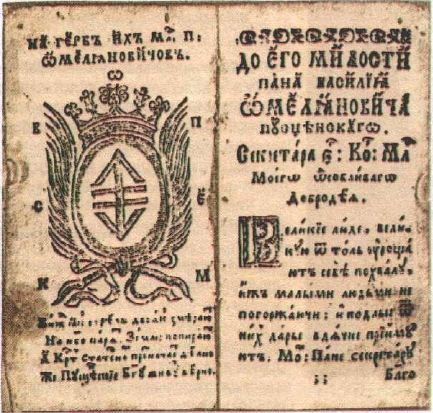
Молитвенник, 1702 рік. Герб та початок посвяти В. Омеляновичу-Пущенському.

Віленська братська друкарня або Віленська Святодухівська друкарня — колишня друкарня, що існувала при монастирі Святого Духа у Вільнюсі у XVI-XVIII століттях. Це було видавництво православної церкви Великого князівства Литовського.

## Історія
Видавницька діяльність була дозволена привілеями Сигізмунда ІІІ Вази від 1589 року та 1592 року на друк різних книг «грецькою, слов'янською, руською та польською мовами», друкарню очолював Стефан Зизаній. Видавалися тексти Святого Письма, шкільні підручники, богослужбові книги та полемічна література. Перше відоме видання було опубліковане в 1595 році. У 1595-1596 роках було опубліковано близько 11 видань.
Після Берестейської унії 1596 року друкарня не діяла кілька років. Ймовірно, між 1597-1607 роками Часослов (зберігається в Оксфордській бібліотеці) був опублікований тут, і близько 1600 року був виданий Катехізис. До 1610 року були опубліковані твори Мелетія Смотрицького, Стефана та Лаврентія Зизанія.
Після друку братством польською мовою у 1608-1610 роках полемічних творів Смотрицького (видані як анонімні) спеціальним наказом від 7 травня 1610 року Сигізмунда III із табору під Смоленськом друкарню закрили, заарештували провідних діячів братства, в тому числі і ректора братської школи Леонтія Карповича. У 1611 році братство було змушене перенести свою видавничу діяльність за межі Вільнюса, організувавши друкарню в містечку Вієвіс, що знаходилось під юрисдикцією дворянства, що захищало братство від уніатського втручання. Діяльність друкарні Вільнюського братства відновилася в 1615 році, хоча з 1618 року до 1652 року видання виходили то у Вільнюсі, то Вієвсі.
Діяла до 1749 року, коли пожежа знищила монастир Святого Духа.

## Оздоблення
Орнаментальні гравюри та заставки, кінцівки, рамки з рослинними та геометричними мотивами, антропоморфні сюжети широко використовувались для оздоблення книг. Геральдична гравюра представлена гербами Острозьких, Воловичів, Огінських тощо, зазвичай розміщувалася на звороті титульних сторінок. Літургійні видання мали сюжетні ілюстрації із зображеннями пророків, апостолів, отців церкви. Гравюри євангельської тематики знайдені у Требнику і Євангеліє. На початку діяльності друкарні були використані ініціали, відтиснуті з дощок Франциска Скорини. Готичні ініціали переважають у польськомовних виданнях, за винятком окремих літер з антропоморфними зображеннями (тварин, птахів), виконаними у стилі Ренесансу. Книжкові орнаменти друкарні Вільнюського братства виконані в техніці ксилографії.